# Duchi d'Alba
Duca d'Alba (in spagnolo Duques de Alba) è un titolo nobiliare che conferisce il grandato di Spagna. Il titolo fu creato dal re Enrico IV di Castiglia e donato a García Álvarez de Toledo y Carrillo, già conte d'Alba de Tormes.
Il più celebre fu Fernando Álvarez de Toledo, III duca d'Alba, semplicemente noto come il "Duca d'Alba", "Alba" o "il duca di ferro" per l'efferatezza mostrata nel reprimere la rivoluzione olandese. Altra famosa persona insignita di questo titolo fu Maria Teresa Cayetana de Silva, XIII duchessa d'Alba, nota semplicemente come la "Duchessa d'Alba" (presunta musa ispiratrice di Goya per la Maja vestida e la Maja desnuda).
Dopo la morte della Duchessa, che non aveva figli, il titolo passò ad un parente, il VII duca di Berwick, discendente illegittimo di Giacomo II d'Inghilterra. Suo figlio, Jacobo FitzJames Stuart, XV duca d'Alba, fu cognato dell'imperatrice Eugenia di Francia, la quale, alla sua morte avvenuta nel 1920, lasciò tutti i suoi beni spagnoli ai Duchi d'Alba e Berwick.
L'attuale capo del casato, dal 20 novembre 2014 è Carlos Juan Fitz-James Stuart, XIX duca d'Alba.

## Elenco dei duchi e delle duchesse d'Alba
1. Don García Alvarez de Toledo, I duca d'Alba
2. Don Fadrique Alvarez de Toledo, II duca d'Alba
3. Don Fernando Alvarez de Toledo y Pimentel, III duca d'Alba
4. Don Fadrique Alvarez de Toledo, IV duca d'Alba
5. Don Antonio Alvarez de Toledo y Beaumont, V duca d'Alba
6. Don Fernando Alvarez de Toledo y Mendoza, VI duca d'Alba
7. Don Antonio Alvarez de Toledo y Pimentel, VII duca d'Alba
8. Don Antonio Alvarez de Toledo y Beaumont, VIII duca d'Alba
9. Don Antonio Martin Alvarez de Toledo Guzmán, IX duca d'Alba
10. Don Francisco Alvarez de Toledo, X duca d'Alba
11. Doña María Teresa Alvarez de Toledo, XI duchessa d'Alba
12. Don Fernando de Silva y Alvarez de Toledo, XII duca d'Alba
13. Doña María del Pilar Teresa Cayetana de Silva y Alvarez de Toledo, XIII duchessa d'Alba
14. Don Carlos Miguel FitzJames Stuart, XIV duca di Alba
15. Don Jacobo FitzJames Stuart, XV duca d'Alba
16. Don Carlos FitzJames Stuart, XVI duca d'Alba
17. Don Jacobo FitzJames Stuart, XVII duca d'Alba
18. Doña Cayetana FitzJames Stuart, XVIII duchessa d'Alba
19. Don Carlos Fitz-James Stuart, XIX duca d'Alba